# يوهانس ريختر (كرة سلة)
يوهانس ريختر (بالألمانية: Johannes Richter) مواليد 6 ديسمبر 1993 في ألمانيا، هو لاعب كرة سلة ألماني. بدأ مسيرته الاحترافية في سنة 2009. يلعب مع تليكوم باسكتس بون في الدوري الألماني لكرة السلة. يحمل الرقم 22. لعب مع سكايلاينرز فرانكفورت.

## روابط خارجية
- يوهانس ريختر على موقع الاتحاد الدولي لكرة السلة (الإنجليزية)
- يوهانس ريختر على موقع كرة السلة الأوروبية.كوم (الإنجليزية)
- يوهانس ريختر على موقع ريلجم (الإنجليزية)
- يوهانس ريختر على موقع بروبوليرز (الإنجليزية)